# Air Crash Investigation
Air Crash Investigation (ook bekend onder de namen Mayday, Air Emergency, Mayday: Catástrofes en in de door SBS bewerkte Nederlandse versie De meest schokkende vliegtuigrampen) is een documentaireserie die wordt geproduceerd door het Canadese bedrijf Cineflix.

## Inhoud
In het programma worden diverse vliegrampen en bijna-rampen onder de loep genomen. Tevens wordt gesproken met ooggetuigen en wordt het onderzoek door het National Transportation Safety Board (NTSB) gevolgd. De rampen zelf worden gereconstrueerd middels computeranimatie en nagespeelde scenario's. Ook zijn er interviews met overlevenden, en mensen die bij het ongeluk betrokken waren. De weergave van de ramp is gedramatiseerd. Dat wil zeggen dat onbekende facetten uit het verhaal, zoals reacties van passagiers tijdens een ramp, volgens mogelijke scenarios worden ingevuld om een compleet beeldverhaal te creëren.

## Uitzendrechten
Het programma wordt uitgezonden in landen in Noord- en Zuid-Amerika, Afrika, Azië, Australië en Europa, waaronder Nederland en België. Air Crash Investigation wordt uitgezonden door diverse televisiezenders, waaronder Discovery Channel en National Geographic Channel. In Nederland heeft RTL 7 het programma enige tijd onder de naam Mayday uitgezonden, met een Nederlandse voice-over. Tot en met 2016 bracht SBS6 het programma onder de naam De meest schokkende vliegtuigrampen. Doorlopend werd het programma in Nederland en België ook dagelijks uitgezonden op National Geographic kanaal onder de oorspronkelijke naam, met de originele Engelstalige voice-over.

## Seizoenen
In Nederland worden alle afleveringen in het Engels gesproken en hebben ze een Nederlandse ondertiteling behalve de afleveringen van de Bijlmerramp en de MH17. Deze afleveringen worden in het Nederlands gesproken door Mark Labrand.
De Amerikaanse versie van de serie, uitgezonden onder de naam Mayday, kent ook een aantal afleveringen die gewijd zijn aan niet-vliegrampen. Deze zijn buiten Amerika uitgezonden als Crash Scene Investigation, en niet in het overzicht hieronder opgenomen.

### Seizoen 1
| Afl. | Titel              | Ramp                          |
| ---- | ------------------ | ----------------------------- |
| 1    | Unlocking Disaster | United Airlines-vlucht 811    |
| 2    | Racing The Storm   | American Airlines-vlucht 1420 |
| 3    | Fire on Board      | Swissair-vlucht 111           |
| 4    | Flying Blind       | Aeroperú-vlucht 603           |
| 5    | Cutting Corners    | Alaska Airlines-vlucht 261    |
| 6    | Flying on Empty    | Air Transat-vlucht 236        |

### Seizoen 2
| Afl. | Titel                                | Ramp                                   |
| ---- | ------------------------------------ | -------------------------------------- |
| 1    | Blow Out                             | British Airways-vlucht 5390            |
| 2    | Wounded Bird                         | Atlantic Southeast Airlines-vlucht 529 |
| 3    | Hijacked                             | Air France-vlucht 8969                 |
| 4    | Mid-Air Collision                    | Vliegtuigbotsing Überlingen            |
| 5    | Lost (Crash on the Mountain)         | American Airlines-vlucht 965           |
| 6    | Missing Over New York (Deadly Delay) | Avianca-vlucht 52                      |

### Seizoen 3
| Afl. | Titel                                | Ramp                              |
| ---- | ------------------------------------ | --------------------------------- |
| 1    | Hanging by a Thread                  | Aloha Airlines-vlucht 243         |
| 2    | Attack over Baghdad                  | European Air Transport/DHL OO-DLL |
| 3    | Out of Control                       | Japan Airlines-vlucht 123         |
| 4    | Suicide Attack (Fight for Your Life) | FedEx-vlucht 705                  |
| 5    | Bomb on Board                        | Philippine Airlines-vlucht 434    |
| 6    | Mistaken Identity                    | Iran Air-vlucht 655               |
| 7    | Helicopter Down                      | Bristow-vlucht 56C                |
| 8    | Egypt Air 990 (Death and Denial)     | EgyptAir-vlucht 990               |
| 9    | Kid in the Cockpit                   | Aeroflot-vlucht 593               |
| 10   | African Hijack (Ocean Landing)       | Ethiopian Airlines-vlucht 961     |

### Seizoen 4
| Afl. | Titel                                            | Ramp                                                                     |
| ---- | ------------------------------------------------ | ------------------------------------------------------------------------ |
| 1    | Desperate Escape (Miracle Escape)                | Air France-vlucht 358                                                    |
| 2    | Falling from the Sky (All Engines Failed!)       | British Airways-vlucht 9                                                 |
| 3    | Fire Fight                                       | Air Canada-vlucht 797                                                    |
| 4    | Final Approach (Missed Approach) (Blind Landing) | Korean Air-vlucht 801                                                    |
| 5    | Hidden Danger                                    | United Airlines-vlucht 585 USAir-vlucht 427 Eastwind Airlines-vlucht 517 |
| 6    | Panic Over the Pacific (6 Mile Plunge)           | China Airlines-vlucht 006                                                |
| 7    | Out of Sight                                     | Aeromexico-vlucht 498 Piper Cherokee N4891F                              |
| 8    | Fog of War (Flight 21 Is Missing)                | United States Air Force-vlucht 21                                        |
| 9    | Vertigo (Deadly Disorientation) (Desperate Dive) | Flash Airlines-vlucht 604                                                |
| 10   | Ghost Plane                                      | Helios Airways-vlucht 522                                                |

### Seizoen 5
| Afl. | Titel                                                  | Ramp                                                    |
| ---- | ------------------------------------------------------ | ------------------------------------------------------- |
| 1    | Behind Closed Doors                                    | American Airlines-vlucht 96 Turkish Airlines-vlucht 981 |
| 2    | Cargo Conspiracy                                       | Suid-Afrikaanse Lugdiens-vlucht 295                     |
| 3    | Dead Weight                                            | Air Midwest Express-vlucht 5481                         |
| 4    | Deadly Glide                                           | Air Canada-vlucht 143                                   |
| 5    | Southern Storm                                         | Southern Airways-vlucht 242                             |
| 6    | Slammed To The Ground                                  | Delta Air Lines-vlucht 191                              |
| 7    | Explosive Evidence                                     | Air India-vlucht 182                                    |
| 8    | Who's At The Controls?                                 | Eastern Airlines-vlucht 401                             |
| 9    | The Plane That Wouldn't Talk                           | Birgenair-vlucht 301                                    |
| 10   | Phantom Strike (Death Over The Amazon) (Radio Silence) | GOL-vlucht 1907 ExcelAir N600XL                         |

### Seizoen 6
Seizoen 6 bestond uit drie speciale afleveringen met elk een eigen thema.
| Afl. | Titel                   |
| ---- | ----------------------- |
| 1    | Ripped Apart            |
| 2    | Fatal Flaw              |
| 3    | Who's Flying the Plane? |

### Seizoen 7
| Afl. | Titel                            | Ramp                                                         |
| ---- | -------------------------------- | ------------------------------------------------------------ |
| 1    | Lockerbie                        | Pan Am-vlucht 103                                            |
| 2    | Head-on Collision (Sight Unseen) | Saudi Arabian Airlines-vlucht 763 Air Kazakhstan-vlucht 1907 |
| 3    | Shattered in Seconds             | China Airlines-vlucht 611                                    |
| 4    | Deadly Prize (Silent Killer)     | Partnair-vlucht 394                                          |
| 5    | Operation Babylift               | Vliegramp bij Tân Sơn Nhứt                                   |
| 6    | Ditch the Plane                  | Noodlanding Tuninter-vlucht 1153                             |
| 7    | The Plane That Vanished          | Adam Air-vlucht 574                                          |
| 8    | Frozen In Flight                 | American Eagle-vlucht 4184                                   |

### Seizoen 8
Seizoen 8 bestond uit twee speciale afleveringen met elk een eigen thema.
| Afl. | Titel            |
| ---- | ---------------- |
| 1    | System Breakdown |
| 2    | Cruel Skies      |

### Seizoen 9
| Afl. | Titel                                                 | Ramp                                           |
| ---- | ----------------------------------------------------- | ---------------------------------------------- |
| 1    | Manchester Runway Disaster (Panic on the Runway)      | British Airtours-vlucht 28M                    |
| 2    | Pilot vs. Plane                                       | Air France-vlucht 296Q                         |
| 3    | Cockpit Chaos (Alarming Silence)                      | Northwest Airlines-vlucht 255                  |
| 4    | Cleared for Disaster                                  | USAir-vlucht 1493/SkyWest Airlines-vlucht 5569 |
| 5    | Target is Destroyed                                   | Korean Air-vlucht 007                          |
| 6    | Crashed and Missing (Doomed to Fail) (The Final Blow) | Air Inter-vlucht 148                           |
| 7    | Snowbound (Cold Case)                                 | Air Ontario-vlucht 1363/USAir-vlucht 405       |
| 8    | Beach Crash (Miami Mystery) (Cracks in the System)    | Chalk's Ocean Airways-vlucht 101               |

### Seizoen 10
Aflevering 4 (2009 Schiphol Disaster) werd op 27 februari 2011 uitgezonden, omdat het toen precies twee jaar en twee dagen geleden was dat Turkish Airlines-vlucht 1951 neerstortte nabij luchthaven Schiphol.
| Afl. | Titel                                                               | Ramp                             |
| ---- | ------------------------------------------------------------------- | -------------------------------- |
| 1    | Failure In The Cockpit                                              | Crossair-vlucht 3597             |
| 2    | Disaster At Heathrow (Heathrow crash landing) (The Heathrow Enigma) | British Airways-vlucht 38        |
| 3    | Power Struggle (Pilot Betrayed)                                     | Scandinavian Airlines-vlucht 751 |
| 4    | Mid-Air Landing (2009 Schiphol Disaster)                            | Turkish Airlines-vlucht 1951     |
| 5    | Dead Tired                                                          | Continental Airlines-vlucht 3407 |
| 6    | Ditching In The Hudson (Hudson splashdown) (Hudson River Runway)    | US Airways-vlucht 1549           |

### Seizoen 11
| Afl. | Titel                        | Ramp                                   |
| ---- | ---------------------------- | -------------------------------------- |
| 1    | Deadly Reputation            | TAM Linhas Aéreas-vlucht 3054          |
| 2    | The Plane that Flew Too High | West Caribbean Airways-vlucht 708      |
| 3    | Split Decision               | Arrow Air-vlucht 1285                  |
| 4    | Breakup Over Texas           | Continental Express-vlucht 2574        |
| 5    | Munich Air Disaster          | Vliegramp van München                  |
| 6    | Turning Point                | Northwest Airlines-vlucht 85           |
| 7    | Bad Attitude                 | Korean Air-vlucht 8509                 |
| 8    | Blind Spot                   | Pacific Southwest Airlines-vlucht 182  |
| 9    | Under Pressure               | Nigeria Airlines-vlucht 2120           |
| 10   | I'm the Problem              | Pacific Southwest Airlines-vlucht 1771 |
| 11   | Nowhere to Land              | TACA-vlucht 110                        |
| 12   | The Invisible Plane          | Scandinavian Arlines-vlucht 686        |
| 13   | Impossible Landing           | United Airlines-vlucht 232             |

### Seizoen 12
| Afl. | Titel                          | Ramp                                                     |
| ---- | ------------------------------ | -------------------------------------------------------- |
| 1    | Fight for Control              | Reeve Aleutian Airways-vlucht 8                          |
| 2    | Fire in the Hold               | ValuJet-vlucht 592                                       |
| 3    | Caution to the Wind            | Singapore Airlines-vlucht 006                            |
| 4    | Pushed to the Limit            | SilkAir-vlucht 185                                       |
| 5    | Blind Landing                  | TANS Perú-vlucht 204                                     |
| 6    | Grand Canyon Disaster          | United Airlines-vlucht 718 Trans World Airlines-vlucht 2 |
| 7    | Catastrophe at O'Hare          | American Airlines-vlucht 191                             |
| 8    | Focused on Failure             | United Airlines-vlucht 173                               |
| 9    | Lokomotiv Hockey Team Disaster | Jak-Service-vlucht 9633                                  |
| 10   | Death of the President         | Vliegramp bij Smolensk                                   |
| 11   | Heading to Disaster            | Ethiopian Airlines-vlucht 409                            |
| 12   | 28 Seconds to Survive          | Santa Bárbara Airlines-vlucht 518                        |
| 13   | Air France 447: Vanished       | Air France-vlucht 447                                    |

### Seizoen 13
| Afl. | Titel                           | Ramp                                |
| ---- | ------------------------------- | ----------------------------------- |
| 1    | Britain's Worst Air Crash       | British European Airways-vlucht 548 |
| 2    | Speed Trap                      | Hughes Airwest-vlucht 706           |
| 3    | Lost In Translation             | Crossair-vlucht 498                 |
| 4    | Disaster on the Potomac         | Air Florida-vlucht 90               |
| 5    | Queens Catastrophe              | American Airlines-vlucht 587        |
| 6    | Massacre Over The Mediterranean | Aerolinee Itavia-vlucht 870         |
| 7    | Terror In Paradise              | Air Moorea-vlucht 1121              |
| 8    | Deadly Test                     | XL Airways Germany-vlucht 888T      |
| 9    | Into the Eye of the Storm       | NOAA42 Hurricane Hunters incident   |
| 10   | Qantas 32: Titanic in the Sky   | Qantas-vlucht 32                    |

### Seizoen 14
| Afl. | Titel                           | Ramp                                            |
| ---- | ------------------------------- | ----------------------------------------------- |
| 1    | Choosing Sides                  | British Midland-vlucht 92                       |
| 2    | Niki Lauda: Testing the Limits  | Lauda Air-vlucht 004                            |
| 3    | Vanishing Act                   | Varig-vlucht 254                                |
| 4    | Sideswiped                      | Copa Airlines-vlucht 201                        |
| 5    | The Final Push                  | FedEx Express-vlucht 14 FedEx Express-vlucht 80 |
| 6    | The Death of JFK Jr.            | John F. Kennedy Jr. vliegtuigongeluk            |
| 7    | Concorde - Up in Flames         | Air France-vlucht 4590                          |
| 8    | Accident or Assassination       | Vliegtuigongeluk Mexico-Stad 2008               |
| 9    | No Clear Options                | Manx2-vlucht 7100                               |
| 10   | Death in the Arctic             | First Air-vlucht 6560                           |
| 11   | What Happened to Malaysian 370? | Malaysia Airlines-vlucht 370                    |

### Seizoen 15
| Afl. | Titel                                  | Ramp                                          |
| ---- | -------------------------------------- | --------------------------------------------- |
| 1    | De Bijlmerramp (High Rise Catastrophe) | Bijlmerramp                                   |
| 2    | Deadly Mission                         | Crash van de DC-6 van de VN bij Ndola in 1961 |
| 3    | Fatal Focus                            | Garuda Indonesia-vlucht 200                   |
| 4    | Fatal Transmission                     | United Express-vlucht 5925                    |
| 5    | Edge of Disaster                       | Atlantic Airways-vlucht 670                   |
| 6    | Fatal Delivery                         | UPS Airlines-vlucht 6                         |
| 7    | Terror in San Francisco                | Asiana Airlines-vlucht 214                    |
| 8    | Carnage in Sao Paulo                   | TAM Transportes Aéreos Regionais-vlucht 402   |
| 9    | Deadly Delay                           | Spanair-vlucht JK 5022                        |
| 10   | Steep Impact                           | Atlantic Southeast Airlines-vlucht 2311       |

### Seizoen 16
| Afl. | Titel                     | Ramp                                  |
| ---- | ------------------------- | ------------------------------------- |
| 1    | Deadly Silence            | Learjet crash in South Dakota in 1999 |
| 2    | 9/11: The Pentagon Attack | American Airlines-vlucht 77           |
| 3    | Disaster at Tenerife      | Vliegtuigramp van Tenerife            |
| 4    | Deadly Detail             | China Airlines-vlucht 120             |
| 5    | Deadly Detour             | Proteus Airlines-vlucht 706           |
| 6    | Dangerous Approach        | Trans-Colorado Airlines-vlucht 2286   |
| 7    | Murder in the Skies       | Germanwings-vlucht 9525               |
| 8    | River Runway              | Garuda Indonesia-vlucht 421           |
| 9    | Deadly Solution           | Indonesia AirAsia-vlucht 8501         |
| 10   | Afghan Nightmare          | National Airlines-vlucht 102          |

### Seizoen 17
| Afl. | Titel              | Ramp                                  |
| ---- | ------------------ | ------------------------------------- |
| 1    | Killer Attitude    | Northwest Airlink-vlucht 5719         |
| 2    | Deadly Myth        | Comair-vlucht 3272                    |
| 3    | Turning Point      | Air China-vlucht 129                  |
| 4    | Explosive Proof    | TWA-vlucht 800                        |
| 5    | Lethal Turn        | Garuda Indonesia-vlucht 152           |
| 6    | Storming Out       | USAir-vlucht 1016                     |
| 7    | Caught on Tape     | TransAsia Airways-vlucht 235          |
| 8    | Terror over Egypt  | Kogalymavia-vlucht 9268               |
| 9    | Deadly Discussions | LAPA-vlucht 3142                      |
| 10   | The Lost Plane     | Thai Airways International-vlucht 311 |

### Seizoen 18
Afleveringen 11 tot en met 20 zijn speciale afleveringen met elk een eigen thema en drie gekozen vluchten.
| Afl. | Titel                   | Ramp                                               |
| ---- | ----------------------- | -------------------------------------------------- |
| 1    | Nuts and Bolts          | Emery Worldwide-vlucht 17                          |
| 2    | Blown Away              | TransAsia Airways-vlucht 222                       |
| 3    | Deadly Distraction      | Delta Air Lines-vlucht 1141                        |
| 4    | MH17 (Deadly Airspace)  | Malaysia Airlines-vlucht 17                        |
| 5    | Deadly Display          | Soechoj Superjet 100-vliegtuigongeluk in Indonesië |
| 6    | Deadly Mission          | VSS Enterprise crash                               |
| 7    | Free Fall               | Qantas-vlucht 72                                   |
| 8    | Deadly Inclination      | Alitalia-vlucht 404                                |
| 9    | Deadly Go-Round         | China Airlines-vlucht 140                          |
| 10   | Dead of Winter          | Continental Airlines-vlucht 1713                   |
| 11   | Communication Breakdown |                                                    |
| 12   | Bad Attitude            |                                                    |
| 13   | Hero Pilots             |                                                    |
| 14   | Plane vs. Pilot         |                                                    |
| 15   | Explosive Evidence      |                                                    |
| 16   | Killer in the Cockpit?  |                                                    |
| 17   | Missing Pieces          |                                                    |
| 18   | Controversial Crashes   |                                                    |
| 19   | Deadly Distractions     |                                                    |
| 20   | Fire on Board           |                                                    |

### Seizoen 19
| Afl. | Titel              | Ramp                                      |
| ---- | ------------------ | ----------------------------------------- |
| 1    | Deadly Descent     | Cathay Pacific-vlucht 780                 |
| 2    | Death Race         | Reno Air Races crash 2011                 |
| 3    | Fatal Approach     | KLM Cityhopper-vlucht 433                 |
| 4    | Borderline Tactics | American International Airways-vlucht 808 |
| 5    | Deadly Pitch       | Fine Air-vlucht 101                       |
| 6    | Fatal Climb        | TAROM-vlucht 371                          |
| 7    | Runway Runoff      | Continental Airlines-vlucht 1404          |
| 8    | Lethal Limits      | Aeroflot-vlucht 821                       |
| 9    | Football Tragedy   | LaMia Airlines-vlucht 2933                |
| 10   | Slam Dunk          | United Express-vlucht 6291                |

### Seizoen 20
| Afl. | Titel               | Ramp                                                          |
| ---- | ------------------- | ------------------------------------------------------------- |
| 1    | Kathmandu Descent   | Pakistan International Airlines-vlucht 268                    |
| 2    | Impossible Pitch    | West Air Sweden vlucht 294                                    |
| 3    | Explosive Touchdown | Uni Air-vlucht 873                                            |
| 4    | Taxiway Turmoil     | Vliegtuigbotsing op Detroit Metropolitan Wayne County Airport |
| 5    | Runway Breakup      | AIRES-vlucht 8250                                             |
| 6    | Icy Descent         | Sol Líneas Aéreas-vlucht 5428                                 |
| 7    | Atlantic Ditching   | Cougar Helicopters-vlucht 91                                  |
| 8    | No Warning          | Trigana Air Service-vlucht 267                                |
| 9    | Cockpit Killer      | LAM Mozambique Airlines-vlucht 470                            |
| 10   | Stormy Cockpit      | Kenya Airways-vlucht 507                                      |

### Seizoen 21
| Afl. | Titel                   | Ramp                                  |
| ---- | ----------------------- | ------------------------------------- |
| 1    | North Sea Nightmare     | Loganair-vlucht 6780                  |
| 2    | Playing Catch Up        | ExecuFlight-vlucht 1526               |
| 3    | Tragic Takeoff          | Comair-vlucht 5191                    |
| 4    | Grounded: Boeing Max 8  | Lion Air-vlucht 610                   |
| 5    | Cabin Catastrophe       | Southwest Airlines-vlucht 1380        |
| 6    | Meltdown over Kathmandu | US-Bangla Airlines-vlucht 211         |
| 7    | Mission Disaster        | KC-135-incident tijdens de Golfoorlog |
| 8    | Caught In A Jam         | Ansett New Zealand-vlucht 703         |
| 9    | Seconds From Touchdown  | Propair-vlucht 420                    |
| 10   | Deadly Delivery         | UPS Airlines-vlucht 1354              |